# Everest, Kansas
Everest är en ort i Brown County i Kansas. Vid 2020 års folkräkning hade Everest 265 invånare.